# Bristol
|  | Per a altres significats, vegeu «Bristol (desambiguació)». |

 Bristol és una ciutat del sud-oest d'Anglaterra, capital de l'antic comtat d'Avon i que actualment forma un comtat independent. Limita amb els de Somerset i Gloucestershire.

## Economia
Bristol és un nucli industrial actiu (aeronàutica, metal·lúrgia, etc.) i un port de gran tràfic en connexió amb el d'Avonmouth i el de Portishead, vora el canal de Bristol.

## Història
És una ciutat nascuda a l'època romana, i el comerç de la llana la situà entre les més importants poblacions medievals d'Anglaterra. El 1172 Dublín es convertí en colònia seva. Als segles xiii i xiv l'intercanvi colonial estengué considerablement la xarxa comercial (llana, vidre, cotó, esclaus, etc.), i als segles xv i xvi fou la segona ciutat del regne; alhora, es va produir un desenvolupament cultural que culminà en l'adhesió a la Reforma (segle xvi). Durant la guerra civil del segle xvii va lluitar a favor del Parlament, fins que, el 1643, fou assetjada i presa pels reialistes.
El comerç colonial en prosseguí l'expansió al segle xviii, i la canalització de l'Avon millorà les condicions del port; però al segle xix Bristol va decaure per mor de l'abolició de l'esclavitud i malgrat ésser l'última ciutat que s'hi adherí, mentre el port de Liverpool prenia cada vegada més importància; tanmateix, de Bristol partí, l'any 1883, el primer transatlàntic de vapor que feu la ruta regular amb Amèrica (el Great Western).

## Llocs d'interès
- Catedral de Sant Pere i Sant Pau: És la catedral catòlica de Bristol. Va ser construïda entre 1969 i 1973 i està catalogada de grau II*.

### Pont penjant Clifton

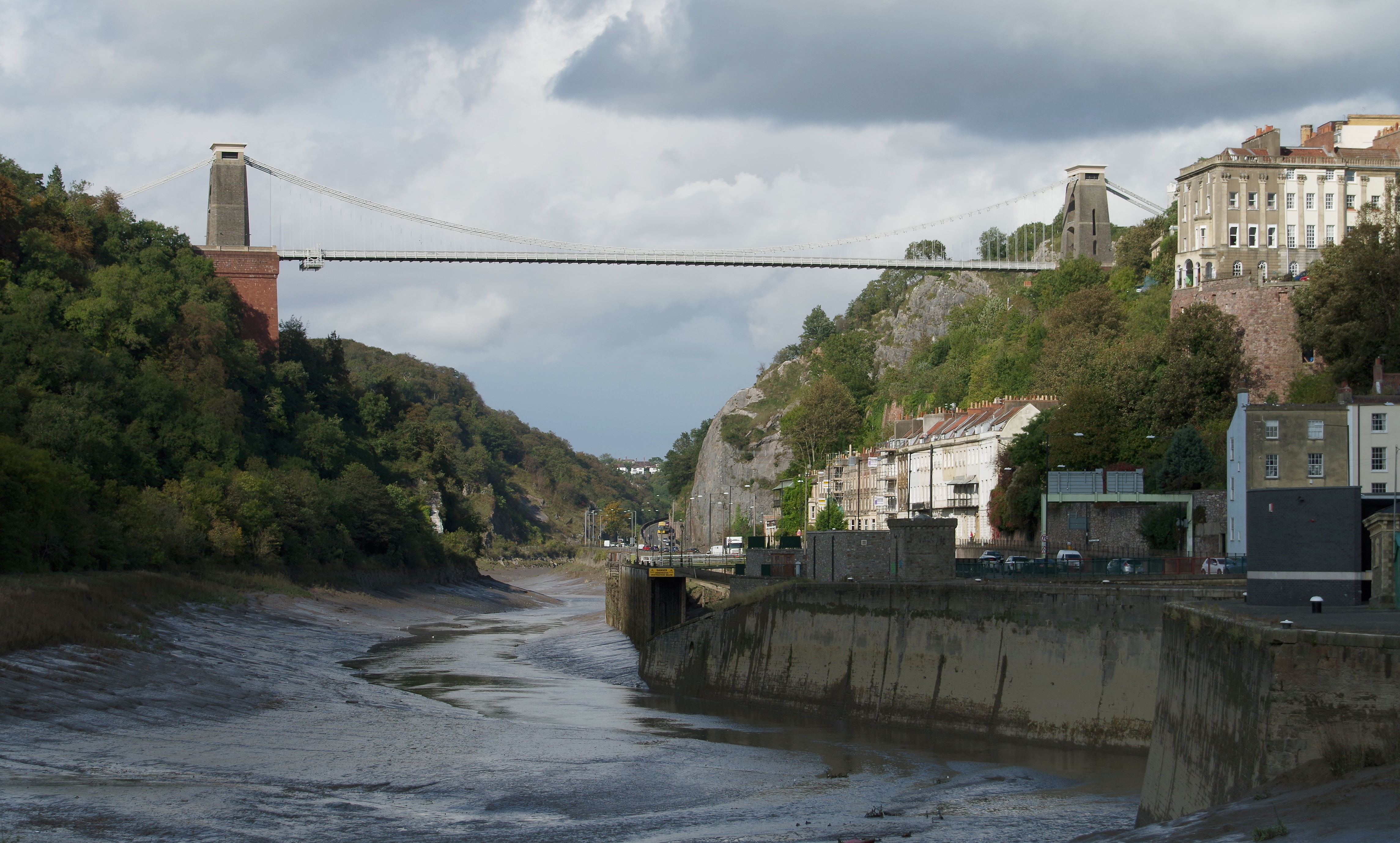
Pont penjant Clifton

Aquest pont va ser dissenyat per l'enginyer Isambard Kingdom Brunel, encara que mai el va veure acabat.
El projecte per a la realització d'un pont que travessés el riu Avon va començar el 1754 amb la mort del comerciant de vi de Bristol, William Vick, el qual va deixar 1000 £ en fideïcomís a la societat Merchant Venturers, un gremi que dirigia el port de Bristol.
Quan aquesta inversió inicial va augmentar fins a les 10.000 £ es va decidir invertir-la en la construcció d'un pont de pedra, lliure de peatge, que travessés les gorges de l'Avon.
En 1829 es va convocar un concurs de dissenys. Com no es va poder trobar un disseny adequat, es va dur a terme un segon concurs que va guanyar Isambard Kingdom Brunel a l'edat de 23 anys, i va ser designat Enginyer de Projectes.
 
El 21 juny 1831 es va realitzar una petita cerimònia amb motiu de l'inici de les obres.
Aquest pont no compta amb bases al llit del riu, sinó que va ser construït usant un sol tram 214 metres que s'estén a través de les gorges de 75 metres per sobre de la marea alta, d'aquesta forma els estreps no tenien el risc de danyar-se per l'erosió de l'aigua. La plataforma estava suspesa subjectada per cadenes, en lloc de descansar sobre els estreps. La construcció d'aquest pont va patir una sèrie de dificultats polítiques i econòmiques i el 1843 es va abandonar el projecte. En aquell moment només s'havien acabat les torres. Brunel va morir el 1859 a l'edat de 53 anys i el pont es va acabar el 1864.
A pesar de que el pont es va construir el segle xix per al trànsit de cavalls, continua funcionant correctament amb un trànsit rodat d'entre 11 000 i 12 000 vehicles diaris.

## Personatges il·lustres
- Bill Ferrar (1893-1990), matemàtic
- Archibald Vivian Hill (1866-1977), fisiòleg, Premi Nobel de Medicina o Fisiologia de 1922
- Henry Phillips (1801-1876) cantant d'òpera i mestre de cant
- Paul Adrien Maurice Dirac (1902 - 1984) físic i matemàtic
- Louise Tucker (1956), cantant d'òpera i de música pop